# Armando Labra Manjarrez
Armando Labra Manjarrez (Zumpango de Ocampo, Estado de México, 9 de mayo de 1943 - Ciudad de México, 5 de abril de 2006) fue un economista y político mexicano.
Armando Labra Manjarrez era sobrino-nieto del diputado constituyente Froylán C. Manjarrez e hijo de Wenceslao Labra, gobernador del Estado de México. Fue licenciado en Economía por la Universidad Nacional Autónoma de México (UNAM), realizó estudios de posgrado en la Universidad de California en Berkeley; fue miembro de la Academia Mexicana de Economía Política y de la Sociedad Mexicana de Geografía y Estadística, de 1977 a 1979 fue presidente del Colegio Nacional de Economistas.
Inicialmente miembro del Partido Revolucionario Institucional (PRI), en 1976 fue postulado y electo diputado federal por el VIII Distrito Electoral Federal del Estado de México a la L Legislatura que concluyó en 1979, durante este periodo se distinguió como un diputado crítico a algunas iniciativas de su propio partido, llegando a votar en contra de ellas y posteriormente se convirtió en uno de los principales oponentes al cambio de modelo económico de México hacia el neoliberalismo impulsado por Miguel de la Madrid Hurtado y Carlos Salinas de Gortari.
En 1988 fue uno de los primeros miembros de la denominada «Corriente Democrática» del PRI que posteriormente se aglutinaron en torno a la candidatura de Cuauhtémoc Cárdenas Solórzano a la Presidencia. Aunque no renunció a su militancia en el PRI hasta 1994; en 1992 el gobernador de Oaxaca, Diódoro Carrasco Altamirano lo nombró coordinador de asesores y luego representante de Oaxaca en el Distrito Federal.
En 1999 fue nombrado por el Secretario de Gobernación, Carrasco lo designó primero como coordinador de asesores y luego como Subsecretario de Desarrollo Político permaneciendo en el cargo hasta 2000. En 2001, el rector de la UNAM, Juan Ramón de la Fuente lo nombró secretario técnico del Consejo de Planeación de la UNAM, cargo en el permaneció hasta su fallecimiento el 5 de abril de 2006.
De 1977 a 1979 fue presidente del Colegio Nacional de Economistas.